# Стельмах Тетяна Дмитрівна
Тетя́на Дми́трівна Сте́льмах (7 жовтня 1951, село Слобідка, тепер Коростишівського району Житомирської області — 2 квітня 2007, село Слобідка Коростишівського району Житомирської області) — українська радянська діячка, доярка колгоспу імені Мічуріна Коростишівського району Житомирської області. Герой Соціалістичної Праці (6.03.1981). Депутат Верховної Ради УРСР 9—10-го скликань.

## Біографія
Народилася в селянській родині. Закінчила семирічну школу в селі Слобідці.
З 1969 року — доярка колгоспу імені Мічуріна Коростишівського району Житомирської області.
Член КПРС з 1973 року.
У 1974 році закінчила Коростишівську заочну середню школу Житомирської області.
У 1988 році закінчила заочно зооінженерний факультету Житомирського сільськогосподарського інституту.
Працювала зоотехніком колгоспу імені Мічуріна Коростишівського району Житомирської області.
Потім — на пенсії в селі Слобідці Коростишівського району Житомирської області.

## Нагороди
- Герой Соціалістичної Праці (6.03.1981)
- два ордени Леніна (;6.03.1981)
- орден Трудового Червоного Прапора (1974)
- медалі
- лауреат премії Ленінського комсомолу (1976)